# René Schöfisch
René Schöfisch, född 3 februari 1962 i Berlin, är en tysk före detta skridskoåkare som tävlade för Östtyskland.
Schöfisch blev olympisk bronsmedaljör på 5 000 meter vid vinterspelen 1984 i Sarajevo.